# HD 77258
HD 77258 (nota anche come w Velorum) è una stella gigante arancione binaria di magnitudine 4,45 situata nella costellazione delle Vele. In base alle recenti misurazioni della parallasse stellare, la sua distanza dal sistema solare è stimata in 218 anni luce.

## Osservazione
Si tratta di una stella situata nell'emisfero celeste australe. La sua posizione moderatamente australe fa sì che questa stella sia osservabile specialmente dall'emisfero sud, in cui si mostra alta nel cielo nella fascia temperata; dall'emisfero boreale la sua osservazione risulta invece più penalizzata, specialmente al di fuori della sua fascia tropicale. La sua magnitudine pari a 4,45 fa sì che possa essere scorta a occhio nudo solo con un cielo sufficientemente libero dagli effetti dell'inquinamento luminoso.
Il periodo migliore per la sua osservazione nel cielo serale ricade nei mesi compresi fra febbraio e giugno; nell'emisfero sud è visibile anche per buona parte dell'inverno, grazie alla declinazione australe della stella, mentre nell'emisfero nord può essere osservata limitatamente durante i mesi primaverili boreali.

## Caratteristiche fisiche
La stella è una gigante arancione; possiede una magnitudine assoluta di 0,52 e la sua velocità radiale negativa indica che la stella si sta avvicinando al sistema solare. Il valore della velocità radiale non è conosciuto con esattezza, ma si stima che sia attorno a ~7 km/s.
La variazione della velocità radiale del sistema venne stimata per la prima volta nel 1904 da H. K. Palmer. Si tratta di una binaria spettroscopica a linea singola con un periodo orbitale di 74,14 giorni un'eccentricità di appena 0,00085, il che indica che l'orbita è praticamente circolare.
La componente visibile ha una classificazione stellare di G8-K1III, che corrisponde a uno dei tipi estremi di stella gigante di tipo G. Si trova quindi in uno stadio avanzato di evoluzione stellare, indicando che la stella ha esaurito la riserva di idrogeno nel nucleo, si è raffreddata e quindi allontanata dalla sequenza principale. Nel 1975, è stato rilevato che lo spettro corrisponde a quella di una stella peculiare.
Il livello del flusso ultravioletto che proviene dal sistema stellare indica che la compagna è una calda stella di tipo A6.5 or A7. Il sistema è inoltre una sorgente di emissione di raggi X.